# Massacre (groupe expérimental)
Ne doit pas être confondu avec Massacre (groupe).
Massacre est un groupe de rock expérimental et d'improvisation américain, originaire de New York. Il est formé en 1980 par le guitariste Fred Frith, le bassiste Bill Laswell et le batteur Fred Maher. Après une année de concerts, la formation enregistre un premier album Killing Time, en 1981. 
Fred Frith et Bill Laswell reforment Massacre en 1998 avec le batteur Charles Hayward. Ce nouveau trio sort trois albums supplémentaires : Funny Valentine en 1998, Meltdown en 2001, et Lonely Heart en 2007.

## Biographie
Le guitariste Fred Frith, fondateur du groupe de rock avant-gardiste Henry Cow, emménage à New York en 1979 après la séparation de Henry Cow. Ici il fait la rencontre et joue avec le bassiste Bill Laswell et le batteur Fred Maher, tous deux membres du groupe de jazz Material. En 1980, alors que Peter Blegvad cherche un groupe d'ouverture pour la Saint-Valentin au Soundscape de New York, Frith se propose et invite Laswell et Maher et le rejoindre pour former un power trio appelé Massacre,. Le groupe est bien reçu, et finira par jouer dans tout New York.
Massacre est un groupe de rock expérimental, qui manipule rythme et timbre en toute liberté. Ils parviennent à recapturer l'énergie du rock and roll, y ajoutant des éléments de jazz en improvisation libre. Frith explique au magazine DownBeat en 1982 (après la séparation de Massacre) : « [Massacre] s'est formé pour jouer un son lourd et énergique qu'on entend dans les clubs. Le groupe est une réponse directe à New York. [C'était] un groupe très agressif, c'est un peu ma réaction à la scène club rock de New York. »
Ils tournent aux États-Unis et en Europe en 1980 et 1981, et leurs performances dans les lieux de rock progressif en France sont bien accueillies.
En 1981, Massacre publie son unique album; Killing Time, qui comprend des morceaux studio enregistrés au studio de Martin Bisi à Brooklyn, New York, en juin 1981, et de morceaux live enregistrés en concert à Paris en avril 1981. Ils participent aussi à l'album solo de Frith (1981), Speechless. Les concerts d'adieu de Massacre prennent place au Inroads de Manhattan entre le 2 et le 4 juillet 1981, après quoi Maher part et le groupe se sépare.
En 1983, ce qui reste de Massacre se joint aux Golden Palominos, formé par le batteur Anton Fier.
Massacre se reforme en 1998 lorsque Frith et Laswell demandent au batteur de This Heat, Charles Hayward, de les rejoindre. Cette nouvelle formation publie Funny Valentine (1998), qui comprend des improvisations studio, et trois albums live, Meltdown (2001), Lonely Heart (2007), et Love Me Tender (2013), tous publiés chez Tzadik Records.

## Membres
- Fred Frith – guitare, Casio, radio, voix
- Bill Laswell –  basse, trompette de poche
- Fred Maher – batterie, percussions (1980–1981)
- Charles Hayward – batterie, voix, melodica (1998–2008)

## Discographie
- 1981 : Killing Time
- 1998 : Funny Valentine
- 2001 : Meltdown
- 2007 : Lonely Heart
- 2013 : Love Me Tender